# Jack Kao
Jack Kao (chiń. 高捷; pinyin Gāo Jié; ur. 23 kwietnia 1958) – tajwański aktor. W 2008 roku otrzymał nominację do narody Asian Film Award w kategorii Best Actor za film Liu lang shen gou ren. W następnym roku otrzymał nominację do nagrody Golden Horse Award w kategorii Outstanding Taiwanese Filmmaker of the Year.

## Filmografia

### Jako aktor

#### Filmy pełnometrażowe
| Rok  | Tytuł                 | Rola                 |
| ---- | --------------------- | -------------------- |
| 1987 | Córka Nilu            | Lin Hsiao-fang, brat |
| 1988 | Yuan nü               |                      |
| 1989 | Miasto smutku         | Wen Leung            |
| 1997 | W pogoni za mordercą  | Zang                 |
| 2007 | Liu lang shen gou ren | Żółty byk            |
| 2009 | Incydent              | Gao Jie              |
| 2015 | The Crossing 2        |                      |
| 2016 | One Night Only        | Gangster             |
| 2016 | Pegasus: On the Brink | Mai Zhongren         |

### Jako scenarzysta

#### Filmy pełnometrażowe
| Rok  | Tytuł                   |
| ---- | ----------------------- |
| 1996 | Żegnaj Południe, żegnaj |

## Nominacje
Źródło: Internet Movie Database
| Rok  | Nagroda            | Kategoria                                   |
| ---- | ------------------ | ------------------------------------------- |
| 2008 | Asian Film Award   | Best Actor (Liu lang shen gou ren)          |
| 2009 | Golden Horse Award | Outstanding Taiwanese Filmmaker of the Year |